# Casados à Primeira Vista (2.ª temporada)
A segunda temporada de Casados à Primeira Vista estreou a 13 de outubro e terminou a 29 de dezembro de 2019 na SIC, com a apresentação de Diana Chaves. É uma adaptação do programa Married At First Sight.

## Emissão
| Programa | Emissão            | Apresentação |
| -------- | ------------------ | ------------ |
| Episódio | Domingos - 21h30   | Diana Chaves |
| Diário   | Dias úteis - 19h15 | Diana Chaves |
| Extra    | Dias úteis - 23h30 | Diana Chaves |

## Casais

### Liliana Oliveira e Pedro Pé-Curto
Liliana: Tem 37 anos, vem de Sacavém e é Secretária. Solitária, a sua vida é centrada toda nos seus filhos. Passou por muitos dissabores na vida que fizeram dela uma lutadora solitária.
Pedro: Tem 41 anos, vem do Seixal, e é Professor de Educação Física. Habituado a andar pelo país e pelo mundo a dar aulas a crianças, Pedro conseguiu agora ficar efetivo numa escola e sente que é a altura para também parar o seu coração numa relação.

### Marta Rangel e Luís Santos
Marta: Tem 37 anos, vem de Lisboa e é Jornalista, Cansada de relacionamentos pouco sérios, e consciente de que sempre foi muito exigente consigo, Marta vive sozinha, independente e livre, mas procura o amor para passar a dividir as suas aventuras.
Luís: Tem 40 anos, vem da Austrália e é Fisiologista. Cresceu numa família portuguesa na Austrália e acabou de chegar a Portugal, um espírito livre ainda a ambientar-se ao país onde nasceu.

### Ana Raquel Santos e Paulo Matos
Ana Raquel: Tem 42 anos, vem de Aveiro e é Administrativa. Vive com o filho e a irmã (noiva Inês). Diz ter mau feitio e irritar-se facilmente, não deixa nada por dizer. Tem dificuldade em confiar e entregar-se
Paulo: Tem 51 anos, vem de Lisboa e é Comercial. Um pai de família, pai de uma jovem de 18 anos. Amante da vida saudável, pratica vários desportos mas também gosta de uma noite de copos com amigos.

### Inês Santos e Hugo Dias
Inês: Tem 37 anos, vem de Aveiro e é Arquiteta. Adora viajar; vive com a irmã e o sobrinho; é dona do seu nariz e sem papas na língua.
Hugo: Tem 42 anos, vem da Granja e é Agricultor. A sua paixão é o campo, a tauromaquia e as sobrinhas. Sonha ser pai e promete contagiar com o seu bom humor.

### Maria de Lurdes Coelho e António Campos
Maria de Lurdes: Tem 54 anos, vem da Póvoa de Santa Iria e está Desempregada. Desempregada; de bem com a vida, vive com o filho mais noivo. Sempre teve relações abertas, à distância, mantendo-se sozinha na sua casa com os filhos. Chegou a altura de viver uma relação mais intensa.
António: Tem 65 anos, vem de Parede, e está Aposentado. Independente, diz que sabe fazer tudo em casa, porque ninguém faz melhor que ele. É muito solitário e introvertido, exigente consigo e com os outros, mas sabe que precisa de deixar de ser assim e entregar-se ao amor.

### Anabela Santana e Lucas da Rocha
Anabela: Tem 32 anos, vem da Serra de Santo António, e é Empregada de Mesa. É uma lutadora, divorciada, que trabalha num restaurante, estuda à noite para ser cabeleireira e ainda faz outros ”biscates”. Destemida e apaixonada pela vida, vivendo-a intensamente.
Lucas: Tem 30 anos, vem do Seixal e é Barbeiro. Construiu o seu próprio negócio, depois de ter voltado de uma missão em Moçambique, onde esteve para cumprir os objetivos da sua religião (é mórmon). É religioso mas nalguns aspetos afasta-se dos preceitos da sua comunidade.

### Tatiana Oliveira e Bruno Fernandes
Tatiana: Tem 29 anos, vem de Santa Maria da Feira e é Enfermeira. Trabalha em Inglaterra em longos turnos, para depois poder passar parte do mês em Portugal junto da família que adora. Esta vida nómada não tem permitido encontrar alguém sério. Tatiana marca pela sua franqueza e capacidade de falar dos problemas.
Bruno: Tem 34 anos, vem da Vila do Conde e é Comercial. Divertido, apaixonado pela vida, carinhoso e completamente dedicado ao seu filho, que cria a 100% do tempo. Sabe que é um bom pai e que já merece arranjar tempo para o amor.
Nota: Nesta temporada houve uma "troca" de casais. Após os casais Ana Raquel Santos e Paulo Matos e Maria de Lurdes Coelho e António Campos terem decidido, no mesmo dia, não continuar na experiência e por conseguinte divorciarem-se dos seus cônjuges, o candidato Paulo Matos propôs continuar na experiência conhecendo a candidata Maria de Lurdes Coelho. Após a mesma aceitar o convite, ambos formaram um novo casal e continuaram na experiência, sendo os dois uma espécie de candidatos a namorados.

## Equipa de especialistas
- Dr. Alexandre Machado – Neuropsicólogo: Alexandre Machado é um Neuropsicólogo Clínico, especialista na área da avaliação e diagnóstico, com varias participações em vários programas da TV e Radio (Programa da Cristina, SIC Mulher, TSF)  como especialista em saúde mental, cérbero e comportamento.

A experiência em operações psicológicas militares, análise e previsão comportamental e negociação e resolução de conflitos, valeram-lhe em 2012 a “American Flying Flag       Honor” pelo apoio prestado durante a operação “enduring freedom” no Afeganistão.
Doutorando em Ciências da Cognição e Linguagem e Mestre em Neuropsicologia Clínica, Alexandre é também um multi-medalhado Mestre de Jiu Jitsu e especialista em combate Corpo a Corpo pelo Exército Americano.
Casado há 23 anos e pai de dois filhos é o Diretor clínico e proprietário da conceituada Clinica Dr. Alexandre Machado onde lidera uma equipa multidisciplinar de Médicos e Especialistas em   Patologia do Cérebro e do Comportamento.
O Dr.Alexandre utilizou  técnicas e instrumentos de avaliação das áreas da Neuropsicologia, Psicofisiologia, Psicopatologia, Psicologia das emoções e motivação e Psicologia do Desenvolvimento para obter uma caracterização científica e empiricamente validade dos perfis psicológicos comportamentais e de personalidade dos participantes na experiência!
- Eduardo Torgal – Coach: Com o nascimento da primeira filha, Eduardo colocou a vida em perspetiva. Foi assim que em 2004 escolheu passar a vida a transformar vidas, deixando uma profissão com níveis de stress altíssimo e horários que lhe deixavam pouca qualidade de vida. Desde então que se dedica ao Coaching, à transformação e ao treino dos outros para que concretizem o sonho de viver exclusivamente de Coaching. Muito comunicativo e cheio de ideias para mudar o mundo e a forma de agir perante uma relação. O Eduardo é espetador assíduo do programa “Married at first Sight” e diz jogar em casa o jogo dos especialistas do programa. Imagina-se a juntar os pares perfeitos, a aconselhar os casais a darem os passos necessários para uma relação de sucesso. É perito no Eneagrama em Portugal – através destes testes chegará ao perfil de personalidade de cada concorrente e irá traçar o love map, mapa que irá dar pistas sobre o parceiro ideal de cada um e sobre o comportamento de cada participante em fases de stress.

- Dr. Fernando Mesquita – Psicólogo/Sexólogo: Psicólogo Clínico, mestre em Sexologia clínica, Terapeuta Cognitivo e Comportamental. Colabora com frequência em diferentes rubricas de TV. Escreveu dois livros: ‘Aprender a A.M.A.R.’ e ‘S.O.S Manipuladores’.

Para a gestão das relações do programa, Fernando atuará com a sua especialidade de Terapia Cognitiva Comportamental, e no avançar das relações será o Sexólogo de serviço, por forma a conduzir os casais a uma vida intima feliz.
Na fase de match, Fernando aplicará testes de compatibilidade, através de questionários e entrevistas onde irá fazer uma leitura do que cada candidato procura num parceiro, tanto em termos físicos como de comportamento. Fernando irá interpretar as expetativas que cada candidato tem numa relação.
- Cris Carvalho – Coach: Para além de life coacher, a paulista Cris é business coacher, trabalha com hipnose, e neurolinguística. É Master Trainer Internacional, especialista em formações nas áreas de Coaching, PNL – Programação Neurolinguística e Hipnose. É Master Coach Internacional com mais de 10 anos de experiência, atua como Life Coach e Executive Coach em Portugal, Brasil e Espanha. Faz palestras e formações nas áreas de comportamento, comunicação, relacionamentos e liderança. É diretora executiva do ICL – Instituto de Coaching e Linguística de Portugal e Membro da ICF (International Coach Federation) e da Sociedade Brasileira de Neurociência.

Está há 25 anos em Lisboa e começou a sua carreira como designer, passando pelo IADE. Há 15 anos percebeu que a sua carreira tinha de passar pela área do coaching e foi assim que se libertou de uma série de crenças limitadoras e abraçou uma nova vida. Agora é “designer de vidas”.
Cris atuará junto dos candidatos fazendo testes para apurar os valores mais importantes para cada um e fará uma leitura hatenta de toda a linguagem dos concorrentes. Irá perceber as verdadeiras motivações de cada candidato através de uma avaliação neurolinguística. Para Cris a comunicação é tudo numa relação.

## Final
| Quem continuou casado? | Inês e Hugo               | Tatiana e Bruno    |                 |              |                 |
| Quem se divorciou?     | Maria de Lurdes e António | Ana Raquel e Paulo | Anabela e Lucas | Marta e Luís | Liliana e Pedro |

## Episódios
| #  | ## | Título        | Exibição original      | Audiências (share) |
| -- | -- | ------------- | ---------------------- | ------------------ |
| 14 | 1  | "Episódio 1"  | 13 de outubro de 2019  | 25,9%              |
| 15 | 2  | "Episódio 2"  | 20 de outubro de 2019  | 24,3%              |
| 16 | 3  | "Episódio 3"  | 27 de outubro de 2019  | 24,4%              |
| 17 | 4  | "Episódio 4"  | 3 de novembro de 2019  | 27,7%              |
| 18 | 5  | "Episódio 5"  | 10 de novembro de 2019 | 27,1%              |
| 19 | 6  | "Episódio 6"  | 17 de novembro de 2019 | 24,2%              |
| 20 | 7  | "Episódio 7"  | 24 de novembro de 2019 | 25,5%              |
| 21 | 8  | "Episódio 8"  | 1 de dezembro de 2019  | 20,2%              |
| 22 | 9  | "Episódio 9"  | 8 de dezembro de 2019  | 22,2%              |
| 23 | 10 | "Episódio 10" | 15 de dezembro de 2019 | 21,8%              |
| 24 | 11 | "Episódio 11" | 22 de dezembro de 2019 | 20,9%              |
| 25 | 12 | "Episódio 12" | 29 de dezembro de 2019 | 23,1%              |

## Diários
| #  | ## | Título      | Exibição original      |
| -- | -- | ----------- | ---------------------- |
| 41 | 1  | "Diário 1"  | 14 de outubro de 2019  |
| 42 | 2  | "Diário 2"  | 15 de outubro de 2019  |
| 43 | 3  | "Diário 3"  | 16 de outubro de 2019  |
| 44 | 4  | "Diário 4"  | 17 de outubro de 2019  |
| 45 | 5  | "Diário 5"  | 18 de outubro de 2019  |
| 46 | 6  | "Diário 6"  | 21 de outubro de 2019  |
| 47 | 7  | "Diário 7"  | 22 de outubro de 2019  |
| 48 | 8  | "Diário 8"  | 23 de outubro de 2019  |
| 49 | 9  | "Diário 9"  | 24 de outubro de 2019  |
| 50 | 10 | "Diário 10" | 25 de outubro de 2019  |
| 51 | 11 | "Diário 11" | 28 de outubro de 2019  |
| 52 | 12 | "Diário 12" | 29 de outubro de 2019  |
| 53 | 13 | "Diário 13" | 30 de outubro de 2019  |
| 54 | 14 | "Diário 14" | 31 de outubro de 2019  |
| 55 | 15 | "Diário 15" | 1 de novembro de 2019  |
| 56 | 16 | "Diário 16" | 4 de novembro de 2019  |
| 57 | 17 | "Diário 17" | 5 de novembro de 2019  |
| 58 | 18 | "Diário 18" | 6 de novembro de 2019  |
| 59 | 19 | "Diário 19" | 7 de novembro de 2019  |
| 60 | 20 | "Diário 20" | 8 de novembro de 2019  |
| 61 | 21 | "Diário 21" | 11 de novembro de 2019 |
| 62 | 22 | "Diário 22" | 12 de novembro de 2019 |
| 63 | 23 | "Diário 23" | 13 de novembro de 2019 |
| 64 | 24 | "Diário 24" | 14 de novembro de 2019 |
| 65 | 25 | "Diário 25" | 15 de novembro de 2019 |
| 66 | 26 | "Diário 26" | 18 de novembro de 2019 |
| 67 | 27 | "Diário 27" | 19 de novembro de 2019 |
| 68 | 28 | "Diário 28" | 20 de novembro de 2019 |
| 69 | 29 | "Diário 29" | 21 de novembro de 2019 |
| 70 | 30 | "Diário 30" | 22 de novembro de 2019 |
| 71 | 31 | "Diário 31" | 25 de novembro de 2019 |
| 72 | 32 | "Diário 32" | 26 de novembro de 2019 |
| 73 | 33 | "Diário 33" | 27 de novembro de 2019 |
| 74 | 34 | "Diário 34" | 28 de novembro de 2019 |
| 75 | 35 | "Diário 35" | 29 de novembro de 2019 |
| 76 | 36 | "Diário 36" | 2 de dezembro de 2019  |
| 77 | 37 | "Diário 37" | 3 de dezembro de 2019  |
| 78 | 38 | "Diário 38" | 4 de dezembro de 2019  |
| 79 | 39 | "Diário 39" | 5 de dezembro de 2019  |
| 80 | 40 | "Diário 40" | 6 de dezembro de 2019  |
| 81 | 41 | "Diário 41" | 9 de dezembro de 2019  |
| 82 | 42 | "Diário 42" | 10 de dezembro de 2019 |
| 83 | 43 | "Diário 43" | 11 de dezembro de 2019 |
| 84 | 44 | "Diário 44" | 12 de dezembro de 2019 |
| 85 | 45 | "Diário 45" | 13 de dezembro de 2019 |
| 86 | 46 | "Diário 46" | 16 de dezembro de 2019 |
| 87 | 47 | "Diário 47" | 17 de dezembro de 2019 |
| 88 | 48 | "Diário 48" | 18 de dezembro de 2019 |
| 89 | 49 | "Diário 49" | 19 de dezembro de 2019 |
| 90 | 50 | "Diário 50" | 20 de dezembro de 2019 |
| 91 | 51 | "Diário 51" | 23 de dezembro de 2019 |
| 92 | 52 | "Diário 52" | 24 de dezembro de 2019 |
| 93 | 53 | "Diário 53" | 26 de dezembro de 2019 |
| 94 | 54 | "Diário 54" | 27 de dezembro de 2019 |
| 95 | 55 | "Diário 55" | 28 de dezembro de 2019 |